# ゼカリア・シッチン
ゼカリア・シッチン(英語: Zecharia Sitchin、ヘブライ語: זכריה סיטשין、アゼルバイジャン語: Zaxariya Sitçin、ロシア語: Захария Ситчин、1920年6月11日 - 2010年10月9日) は、人類の起源に関して古代宇宙飛行士説をとる書物の著者である。
シッチンは、古代シュメール文化の創造は、アヌンナキ(もしくはネフィリム)によるとの考え方をとっている。アヌンナキは、ニビルと呼ばれる星系に属する惑星から来た種族だという。
シッチンは、この説を反映したものとしてシュメール神話があげられるとしている。いくつかの科学者・歴史家・考古学者は、彼のこの説に対し、古代文献の解釈や物理学に関する理解に問題があるとしている。

## 経歴
アゼルバイジャンのバクーに生まれ、パレスティナで育つ。
古代ヘブライ語、現代ヘブライ語、その他のセム系・ヨーロッパ系言語、旧約聖書、近東の歴史・考古学に関する知識を身につける。
ロンドン・スクール・オブ・エコノミクス (LSE) を卒業。専攻は経済史。
その後、長期にわたりイスラエルにおいてジャーナリスト・編集者を務めた後、ニューヨークに在住し著述活動を行った。
1976年、著書「The 12th Planet （第12番惑星）」を発表。以後も「The Earth Chronicles （地球年代記）」シリーズを発表。古代宇宙飛行士説を提唱する。
著書は多くの言語や点字に翻訳され、ラジオ・テレビに紹介されることも多い。2010年10月9日、90歳で逝去。

## 思想
シッチンのシュメール宇宙論の解釈によれば、太陽系内に、長い楕円形軌道をした3,600年周期の仮説上の天体が存在するという。
この惑星は「ニビル」（バビロンの宇宙論では惑星マルドゥクに伴っている惑星として表現）とよばれていた。
シッチンによれば、ニビルは、火星と木星の間に存在していたと考えられる惑星ティアマトと衝突し、地球、小惑星帯、彗星を形成したという。
なお、ティアマトはまた、メソポタミア神話の文書のひとつエヌマ・エリシュにおいては、女神として描かれている。
あるとき、ニビルの月のひとつと衝突し、ティアマトは2つに割れた。
続いて、ニビル本体が衝突し、ティアマトの1つ目の破片は小惑星帯となった。
そして2つ目の破片はニビルの月のひとつと再び衝突し、新しい軌道に押し出されて、現在の地球となった。
シッチンによると、シュメール神話ではアヌンナキと呼ばれており、シッチンが創世記に登場するネフィリムだとしている、技術的に進歩した人類と類似した姿を持った地球外生命の本拠が、ニビルである。
アヌンナキたちは45万年前に地球に到達し、鉱物資源、特に金を探索、アフリカで鉱脈をみつけ採掘を行った、とシッチンは述べている。これらの「神々」は、ニビルから地球への植民遠征に出された、一般庶民の労働者に相当する神々であった。アヌンナキは、金鉱山で働く奴隷となる生物として、地球外生命体の遺伝子をホモ・エレクトスの遺伝子とかけあわせ、人類を遺伝学的に設計した、とシッチンは信じている。
また、シッチンは、古代の文献は、メソポタミアのシュメール人の人類文明は、これら神々の指導のもとで建設され、人間による王権は、人間とアヌンナキの媒介のため与えられたとしている。シッチンは、地球外生命同士の間で起こった戦争に使用された核兵器からもたらされる放射性降下物(死の灰)が、紀元前2000年ごろ、シュメールの都市ウルを滅ぼした「悪しき風」であると信じている。
シッチンは、その年は正確には紀元前2024年であるとしている。この事件は「ウルの嘆き」(Lament for Ur)にも描かれている。シッチンは、自分の調査は多くの聖書の記述と適合し、聖書の記述はもともとはシュメールの文献から来たものであるとしている。

## シッチンへの批判
シッチンの業績への批判は主として、(1)翻訳と解釈、(2)天文学的・科学的な観測、(3)神話の直解主義、に分類される。

### 翻訳と解釈
シッチンの著書が出た当時は、シュメール語を読むことができるのは専門家のみであったが、現在は、2006年に出た「シュメール語彙目録」(Sumerian Lexicon)によって、だれもがシッチンの翻訳をチェックすることができる。
古代語の研究者であるマイケル・S・ヘイザー(Michael S. Heiser)は、シッチンの翻訳は数多くの不正確な箇所がみられると述べており、関係者に対し自己の責任で正当性を確認したうえでシッチンの著作を利用すべきであると訴えている。
「創作された知識：偽史・エセ科学・いかさま宗教」(Invented Knowledge: False History, Fake Science and Pseudo-religions) を著したロナルド・H・フリッツェ(Ronald H. Fritze)教授は、「ディンギル」(Din-Gir)というシュメールの象徴が「火を吐くロケット」を表すと、シッチンが言っているのは言語解釈の誤りの最たるものだと述べている。さらには、シッチンの古代語の解釈は偏向的で、不自然な場合も多いとしている。"
フリッツェはまた、シッチンの方法論について、「(彼に)批判的な立場の者が彼の参照文献をチェックした際、自説を正当化するために証拠を歪曲するような、コンテクストを無視したやり方での引用や、引用の短絡などが行われていることが発見された。示される証拠は選択的であり、矛盾する証拠は無視されている。」と述べている。
シッチンは、自らの議論の根拠を、ヌビア創成前期およびシュメールのテキスト、そして印章VA243(ベルリン中東博物館(Vorderasiatisches Museum Berlin)所蔵)に求めている。シッチンはこれら古代の文明は、太陽系の惑星は5つまでしか存在を知られていなかったにもかかわらず、第12番目の惑星(ニビルをさす)について知っていたと主張している。
シッチンは印章VA243に12個の点が記されているのをすべて惑星であると認識しているが、天文学的な内容を扱った印章や暦がこれまでに何百と解読・記録されているなかで、各々の印章に惑星として記されている点の数は、5つである。印章VA243に「汝らは彼らの僕である」と訳されている文章も、現在は単に高貴な人物が奴隷に向けたメッセージであると解釈されている。
セム系民族学者マイケル・S・ヘイザー(Michael S. Heiser)によれば、VA243において太陽であるとされた記号は、シュメールでは太陽ではなく星の象徴として用いられている。　また、VA243に描かれているものは、その他数百におよぶ太陽を表すシュメールのシンボルとは類似点がない。
シッチンの著作「第12番惑星」(“The 12th Planet" ： 邦訳『人類を創成した宇宙人 -NASAも探索中太陽系「惑星X」に実在するエイリアン』 (1995年徳間書店　ISBN 4-19-860264-6))に対する1979年の批評文において、ニュージャージー州・ドルー大学(Drew University)の人類学・言語学教授ロジャー・W・ウェスコット(Roger W. Wescott)は、シッチンのシュメール語分野の専門性の欠如について、以下のように述べている。
シッチンの言語学は良く言ってもアマチュアの領域である。彼の人類学、生物学、天文学と同様に。例えば、370ページにおいて、彼は「すべての古代言語は、初期の中国語を含め、単一の共通の源、即ちシュメール語が根幹である」と言っている。
確かにシュメール語は、他のいずれの主要言語群にもあてはまらない特質を見せており、言語分類学者も孤立した言語であると呼ぶような、言語の原型のひとつとして数えられるものではある。
しかし、シュメール語こそがすべての言語の根幹であるというような主張は、シッチンが参照したシュメール語が口語か文語かという問題をぬきにしても、説得力は持たない。なぜなら、ヨーロッパのアジール語(Azilian：亜旧石器時代のスペインからフランスに存在したとされる)やタタール語、さらには、ナイル川からインダス川流域にかけての文字に準じたさまざまな表記法が、シュメール語の表意文字に先行しているからである。

### 天文学的・科学的考察
シッチンの「惑星の衝突」の考え方は、45億年前に新しく形成されたばかりの地球にある天体が衝突することにより月が形成されたとする、現代の天文学者の間で真剣に議論されているジャイアント・インパクト説と一見似ているように見える。
しかしながら、シッチンは、内容および時期の異なる複数の惑星の衝突があったとしている。イマヌエル・ヴェリコフスキーの「衝突する宇宙」の理論と同様、シッチンは原因となる天体運動について、古代人類の知識なかに証拠を見つけたとしている。
ヴェリコフスキーは、このような惑星間の衝突は人類が発生した後に起こったものと考えている。一方で、シッチンは、これらは(人類が発生する前の)惑星形成の初期段階のうちに起こったものの、これらの事件に遭遇した後もニビルにおいて進化を続けたとされている地球外生命体の種族により、神話的な説明として、人類に伝えられているとしている。
シッチンの太陽系創造のシナリオは、地球の軌道離心率がわずか0.0167に過ぎない点とうまく調和が取ることが困難である。彼の支持者は、これは天体の衝突からもたらされる分裂に起因する地球に固有の初期の地勢、つまり大陸が一方に偏り大洋が一方に偏っていることから説明されるとする立場を崩していない。
ヴェリコフスキーの助手であった C・リーロイ・エレンバーガー(C. Leroy Ellenberger)によれば「ネフィリムはニビルにおいて、地球の人類の進化に先立つこと45億年前に、地球より明らかに良好な環境のもとで進化していた。」とシッチンが述べている。しかし、ニビルの軌道の99％以上が冥王星の外側であったとされることから、そのような結果となる可能性は少ない。
放射性減衰からもたらされる熱と大気の層の厚さからニビルの温度が保たれていたとシッチンは説明するが、太陽から離れた宇宙空間では放射線が届きにくいことと整合が取れない。また、ニビルがどのようにして太陽系に入ってきたのかについて、ネフィリム自身がどのようにして知識を得たのかに関しても、説明されていない。
ニビルが太陽系の内側まで3,600年ごとに規則的に戻ってくるという、シッチンが描くシナリオは、ニビルの軌道長半径が235天文単位にのぼり、最遠点はアステロイド・ベルトを超えて太陽と冥王星の距離の12倍のところまで至ることを示している。
「初歩的な天体の摂動論によれば、他の惑星との近接遭遇を避けるための最も好ましい環境にあったとしても、このような離心軌道（楕円軌道）をもつ惑星は、既存の惑星の軌道の通過帯域と同じ周期を維持することができないことが知られている。惑星の数が12以下の太陽系では、このような軌道を持つ天体は太陽系から排出されるか、周期の短い新たな軌道上を周回するようになるかのどちらかである。
このような経緯から、アメリカ海軍天文台のトム・ヴァン・フランデルン(Tom Van Flandern)による冥王星以遠の惑星の探索活動からは、シッチンは彼らを従来より支持してきたものの、何の支援も得られていない。」
生物の遺伝子配列の系統樹において、人間の遺伝子には、進化の過程での枝分かれの元にあたる動物の遺伝子をもたない、いわゆる固有の遺伝子が223におよぶことが、ヒトゲノム決定コンソーシアムによって発見されたと、シッチンは「アダムのもつ宇宙人遺伝子の真相」において述べている。
しかし、その後の研究者たちの間では、包括的な比較用遺伝子データベースが整備されていないために、このような結論は導くことができないという議論になっている。ザルツバーグ(Steven Salzberg)の分析によれば、他の原核生物から水平伝播(細胞分裂時に同じ生物の母細胞から娘細胞に遺伝情報が転写されるのではなく、生体内の細菌やミトコンドリアなどから何らかの原因で転写されること)した遺伝子は40にのぼる可能性がある。
ザルツバーグはまた、上記のような固有の遺伝子は、認識する遺伝子サンプルのサイズ・進化速度のばらつきに伴う遺伝子損失が原因であると考えるのが、より生物学的に妥当な代替的説明となると述べている。

### 神話の直解主義
歴史家のピーター・ジェームズ(Peter James)は、シッチンがメソポタミア外の世界を無視しており、さらにはバビロニアの文学を誤解しているとして、以下のように彼を批判している。
| 「 | 彼は、創世記叙事詩エヌマ・エリシュを彼自身の宇宙創成論(cosmogony)の基礎として用いている。その中でマルドゥク神は、知られざる第12番目の惑星そのものとして描かれており、古い神々の秩序を覆し地球を創造したとされている。この説明とするため彼は、バビロニアの神々の系譜は、他の11の惑星誕生の事実を説明しているものであると、曲解して翻訳している。 なかでも、惑星を表すバビロニア語の名前の解釈のしかたは、「疑いがある」といったレベルを通り越している。ネルガルは火星、そしてマルドゥクは木星というように。そして何百もの天文学・占星術の表、粘土板の論文、ヘレニズム時代のパピルス写本が「確認」されている。 シッチンは私の指摘点を都合よく無視し、神話に示された神の名前を、認められてもいないような惑星に対応させている。例えば、アプスーは原初の水を司る神を示すが、シッチンは太陽と言っている。エンキは海王星に対応させられ、時には宇宙人にもなっている。 また、女神イシュタルが金星を表すのはメソポタミアの信仰の核心といえるが、シッチンの書物にはどこにも出てこない。それどころかエヌマ・エリシュに登場する他の神を恣意的に金星に対応させ、イシュタルは女性宇宙飛行士の役割となっている。 | 」 |

また、ウィリアム・アーウィン・トンプソン(William Irwin Thompson)は、シッチンの字義解釈について、次のようにコメントしている。
シッチンは、自分自身の理論で必要なものを見ているにすぎない。だから42ページの図15は放射線治療であり、136ページの図71はロケットの形をしている部屋の中の神となる。
これらの図像が神々というならば、なぜその神々はロケット、マイク、宇宙服、放射線治療といったB級映画の科学技術レベルにとどまっているのだろうか。なぜ神々は、次元間のワームホール移動、反重力、恒星光のロケット推進力への変換、ブラックホールのエネルギーの再物質化といった、真に神的な技術を持てないのだろうか。
シッチンは一見もっともらしい議論を構築しているかに見える。しかし実のところ、ようやく苦心して古代の石板の一つの図像にたどり着いても、「これは神々がロケットの中にいる図だ」というような直解的な解釈によって、正味の知識としては逆戻りしてしまっているのだ。
これでは、古代シュメールも、突然「月世界征服」のような映画のセットとなったようなものだ。同様な問題は、スイスのエーリッヒ・フォン・デニケンの映画「未来の記憶」にもある。ペルーのナスカの地上絵が第二次世界大戦期の滑走路になるのだ。
神々は銀河間を往来することができるが、ペルーにやってきた時には、その宇宙船は、広大な滑走路を必要とする第二次世界大戦期のプロペラ飛行機のようなものだと想像されていた。このような解釈はバカげているが、シッチンのような人物が「これらは疑い無く…である」と言う時には別のようである。

### Criticisms
- Zecharia Sitchin's Ancient Astronaut Theories - A Skeptical Archive - ウェイバックマシン（1999年1月17日アーカイブ分）
- Zecharia Sitchin's Errors: An Overview
- Zecharia Sitchin's World
- Ian Lawton's Mesopotamia Papers
- An Astronomer's View of the Akkadian Seal by Tom van Flandern
- Sitchin's Sumerian Astronomy Challenged